# Matéo Mornar
Matéo Mornar, nacido en 1946 en Split (Croacia), es un escultor francés de arte contemporáneo de origen croata.

## Datos biográficos
Nacido en Croacia, llegó a Francia en 1956. A los 18 años, ingresó en la ESAM (École supérieure des arts modernes) de París, donde aprendió las técnicas de la escultura , artes gráficas y decoración. Durante 30 años, trabajó en el mundo editorial, la creación gráfica y la decoración tanto en París como en Niza donde se instaló en 1977.
A finales de la década de 1980, comenzó a realizar sus primeras esculturas en paralelo a su actividad tras un encuentro con Antoniucci Volti en Villefranche-sur-Mer. 
En 1995, decidió consagrarse totalmente a la escultura y comenzó a exponer en la región sus primeras obras de mujeres de bronce (Niza, Mónaco, Cannes...).
En 1997, abrió una escuela de escultura en Niza.
En 1998, creó para la villa de Niza , la estela de recuerdo en memoria de las víctimas del accidente aéreo del Vuelo 1611- Caravelle Ajaccio-Niza en 1968.
Su notoriedad le ha permitido mostrar su arte en diferentes ciudades del mundo: Zagreb en 1999, Liubliana en 2000, Nueva York en 2003 y 2004 (artexpo), Génova en 2004 y 2005 (Europ’art), Miami en 2009, Lugano en 2010 o Bérgamo en 2011.
En 2006, Madame Augier, directora del Hotel Negresco de Niza, le encargó una de sus piezas más grandes para exponerla en el suntuoso salón royal del hotel al costado de otras piezas de artistas contemporáneos como Niki de Saint Phalle o Moretti.·
Fue durante ese periodo cuando Mornar comenzó a crear un auténtico bestiario (tigre, pisces, hipopótamo, león, tortuga, toro, Pegaso…).
Muy presente en el principado y próximo a la familia principesca de Mónaco tras 30 años (algunas de sus obras adornan los jardines del principado), Mornar expone cada año desde 2007 en Monte-Carlo todas sus nuevas creaciones (Café de París y hotel Fairmont Monte Carlo·). 
En 2009, Mornar colaboró con la fundación Alberto II de Mónaco.·
Estuvo presente con sus obras en la Exposición Universal de Shanghái de 2010.
En 2011, en colaboración con el joyero Ciribelli de Monte-Carlo, decidió transformar algunas de sus esculturas en joyas. Una de estas piezas fue incluida en el prestigioso gran premio de Oro del Casino de Monte Carlo.
En 2011, en homenaje al matrimonio de Sus Altezas Serenísimas el Príncipe Alberto II de Mónaco y la Princesa Charlène de Mónaco, creó una escultura inédita, ejemplar único en plata que les fue ofrecido. Veinte piezas fueron reproducidas en bronce y adornaron las tartas nupciales.·